# Cajari
Cajari es un municipio brasileño del estado del Maranhão. 
Se localiza en el estado del Maranhão a 200 km de la capital Sao Luís, tiene una población de 13.203 habitantes y un área territorial de 544.050 km.
Situada en los márgenes del río Maracú, esta pequeña ciudad, fundada en 1948 con el nombre de Villa Barro Rojo.
Su población estimada en 2004 era de 12.064 habitantes. Es atravesada por el río Maracú, principal puerta para el turismo local.